# Nacerdes brachyptera
Nacerdes brachyptera es una especie de coleóptero de la familia Oedemeridae.

## Distribución geográfica
Habita en Bután.